# Nørrebro Station
Nørrebro Station er en S-togs- og metro-station på Nørrebro på grænsen til Nordvestkvarteret. S-togstationen er en højbanestation beliggende hvor S-banen (Ringbanen) passerer Nørrebrogade og Frederikssundsvej.
S-togsstationen, der er karakteristisk ved sit store buede tag (perronhal), er fredet og blev ved en større restaurering ført tilbage til sit oprindelige grønne udseende. S-togstationen betjente i 2010 hver dag cirka 12.500 passagerer Stationen har den største passagerudveksling på Ringbanen.[kilde mangler]
Metrostationen åbnede 29. september 2019. Nørrebro Station forventes efter Cityringens åbning at blive Danmarks tredjestørste station (målt på passagertal).[kilde mangler]
Stationen betjener efter indførelsen af "Nyt Bynet" 13. oktober 2019, ud over S-tog og metro, buslinjerne 4A, 5C, 12, 250S og 350S.

## Historie
Den første Nørrebro Station åbnede den 1. juli 1886, og nedlagt igen i 1930, hvor den blev erstattet af den nuværende station. Det et gamle stationsområde er i dag omdannet til Nørrebroparken. Stationen lå på den nu nedlagt strækning af Nordbanen, der forbandt Københavns Hovedbanegård via. Gyldenløvesgade og Frederiksberg Station via. Den Grønne Sti med Hillerød Station via. Nørrebroruten. Strækningen blev nedlagt sammen med stationen i 1930 og efter den var blevet erstattet af hhv. Boulevardbanen (åbnet i 1917) for Hovedbanegårdens vedkommende og den nye godsbanering (i dag Ringbanen) for den nye Nørrebro Stations vedkommende. Som et levn fra dengang hedder gaden vest for det gamle stationsområde stadig Nordbanegade.
Den nuværende station blev åbnet 15. maj 1930, og fra 2. april 1934 blev stationen en S-togsstation.
Ved den nuværende station lå tidligere også "Lygten Station" (København L), der var endestation for København-Slangerup Banen.[kilde mangler] Stationsbygningen ligger der endnu.

## Faciliteter
Stationen havde frem til 2005 billetsalg og kiosk i bygningen under perronerne. I 2005 blev billetsalget og kiosken bygget sammen til en stor Kort & Godt-butik, som sidenhen i lighed med andre DSB-kiosker er blevet til 7-Eleven.
Efter hærværksproblemer er de offentlige toiletter på stationen lukket. Også ventesalene ved perronerne er permanent aflåst. Der er en del graffiti på stationen.

## Metrostation
Københavns Metros cityring har stop på Nørrebro Station. Metrostationen åbnede 29. september 2019.
Metrostationen er underjordisk og beliggende under Folmer Bendtsens Plads øst for S-togsstationen. I forbindelse med byggeriet af metrostationen, blev butikkerne under S-togsstationen fjernet, for at undgå en barriereeffekt.
Oprindeligt planlagdes Nørrebro Station vil være udgangspunkt for en metrolinje til Brønshøj, denne plan blev opgivet i 2009, hvor skakten til udfletningsanlægget blev sparet væk. De to tunnelrørs linjeføring muliggør fortsat en mulighed for en afgrening mod nordvestkvarteret, men bygning af denne vil skabe betydelige driftsforstyrrelser for Cityringen.[kilde mangler]
Byggeriet blev indledt marts 2010 med ledningsarbejde og arkæologiske udgravninger.

### Stationens udformning
Nørrebro Metrostation er udformet med en hovedtrappe, der leder direkte op på Folmer Bendtsens Plads parallelt på sydsiden af højbanestationen. Hovedtrappen er som den eneste på Cityringen (og hele metronettet i øvrigt) udformet med tre rulletrapper til gadeplan (Fasanvej Station har allerede to rulletrapper til gadeplan, ligesom også de tre cityringsstationer på Frederiksberg, samt stationerne på Sydhavnsafgreningen vil få rulletrapper til gadeniveau; Frederiksberg Allé og Aksel Møllers Have stationer får fire rulletrapper til gadeniveau). Rulletrapperne til gadeplan skal gøre omstigningen mellem metro og S-tog lettere. Af samme grund opgraderedes S-togsstationen med elevatorskakte og rulletrapper til begge S-togets højbaneperroner, således at man undgik at skulle igennem selve ekspeditionsbygningen. Samtidigt byggedes en passage i den daværende butiksarkade under højbanen, sådan så passagerer lettest muligt kan gå fra metroens forplads til det nordlige S-togsspor.
Metrostationen har en bagtrappe til sidegaden Hyltebro. Denne er udført med almindelige trapper.
Da Nørrebro Station er omskiftnings mellem S-tog og metroen er stationsrummet beklædt med røde keramikplader. Dette er også tilfældet på de øvrige metrostationer, hvor man kan skifte til S-tog. Den røde farve er en henvisning til de røde S-tog.

## Galleri
- Perronerne på S-togsstationen.
- Perronhallen på S-togsstationen.
- Adgang til metrostationen på Folmer Bendtsens Plads.
- De røde farver på metrostationen associerer til S-togene.
- Perronen på metrostationen.

## Antal rejsende
S-togstationen betjente i 2010 hver dag cirka 12.500 passagerer. 
Detaljerede passagertal for Cityringen er endnu ikke offentliggjort.

### Historiske passagertal
I følge Østtællingen var udviklingen i antallet af dagligt afrejsende med S-tog:
| År   | Antal | År   | Antal | År   | Antal | År   | Antal |
| ---- | ----- | ---- | ----- | ---- | ----- | ---- | ----- |
| 1957 | 3.615 | 1974 | 3.013 | 1991 | 4.514 | 2001 | 1.368 |
| 1960 | 3.473 | 1975 | 2.572 | 1992 | 4.462 | 2002 | 2.327 |
| 1962 | 3.513 | 1977 | 2.170 | 1993 | 4.358 | 2003 | 2.591 |
| 1964 | 3.540 | 1979 | 2.752 | 1995 | 4.472 | 2004 | 3.178 |
| 1966 | 3.614 | 1981 | 3.089 | 1996 | 3.823 | 2005 | 4.163 |
| 1968 | 3.659 | 1984 | 3.350 | 1997 | 3.838 | 2006 | 4.320 |
| 1970 | 3.368 | 1987 | 3.182 | 1998 | 3.781 | 2007 | 5.781 |
| 1972 | 3.308 | 1990 | 4.344 | 2000 | 4.139 | 2008 | 5.325 |